# Loxoblemmus arietulus
Loxoblemmus arietulus är en insektsart som beskrevs av Henri Saussure 1877. Loxoblemmus arietulus ingår i släktet Loxoblemmus och familjen syrsor. Inga underarter finns listade i Catalogue of Life.